# 珀罗普斯
珀羅普斯（Pelops，希臘文：Πέλοψ）是希臘神話的人物，坦塔洛斯的兒子。

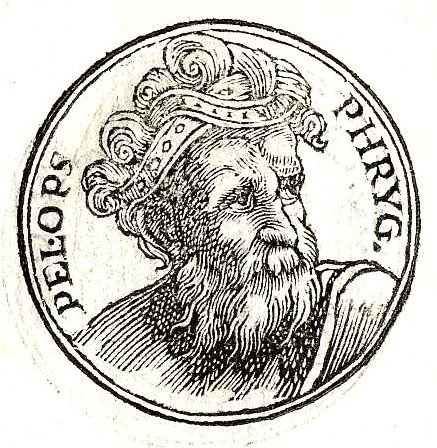
珀羅普斯

坦塔洛斯為了挑戰眾神的權威，把珀羅普斯烹煮成人肉獻給眾神，最後墮入地獄。宙斯令命運三女神之一的克洛托將珀羅普斯復活，他原本被狄蜜特吃掉的肩膀則被赫菲斯托斯用象牙重建。珀羅普斯成人後透過贏得與俄諾瑪俄斯的比賽而迎娶其女比薩的喜波妲蜜亞，在俄諾瑪俄斯的葬禮上珀羅普斯舉辦了一場戰車比賽，其後來演變為古代奧林匹克運動會。
珀羅普斯與喜波妲蜜亞有阿特柔斯、堤厄斯忒斯兩個兒子。